# Nick Stabile
Nicholas Francis Stabile más conocido como Nick Stabile (nacido el 4 de marzo de 1971 en Wheat Ridge, Colorado, EUA) es un actor estadounidense.

## Filmografía
- "Saving Grace" .... Profesor Aaron Zeyton (1 episodio, 2009)
- "Without a Trace" .... Bruce Meyer (1 episodio, 2008)
- "Saints & Sinners" .... Gabe Capshaw (52 episodios, 2007)
- Dead Write (2007) .... Martin
- "CSI: Miami" .... Damon Slone (1 episodio, 2006)
- "Passions" .... (14 episodios, 2004)
- "Half & Half" .... Nick Tyrell (5 episodios, 2004)
- Descendant (2003) .... Deputy John Burns
- Nancy Drew (2002) (TV) .... Ned Nickerson
- Santa, Jr. (2002) (TV) .... Chris Kringle, Jr
- "The Test" .... él mismo (1 episodio, 2001)
- "Popular" .... Jamie Roth (3 episodios, 2001)
- The Beach Boys: An American Family (2000) (TV) .... Dennis Wilson
- Leaving Peoria (2000) .... Roger
- "Charmed" .... Owen Grant (1 episodio, 1999)
- "Undressed" .... Dave (4 episodios, 1999)
- "Dawson's Creek" .... Colin Manchester (1 episodio, 1999)
- Bride of Chucky (1998) .... Jesse
- "Sunset Beach" .... Mark Wolper (129 episodios, 1997-1998)
- "Boston Common" .... Andy (1 episodio, 1996)
- "Step by Step" .... Danny (1 episodio, 1996)
- "The Client" .... Alan Fisher (1 episodio, 1995)

## Anuncios
- Impulse Deodorant
- Ford Taurus "Expectant Mother" (1998)
- Michelob Ultra "Love Match" (2003)